# Luigi Malice
Luigi Malice (Napoli, 1937) è un pittore e scultore italiano.

## Biografia e produzione artistica
Formatosi presso l'Accademia di Belle Arti di Napoli alla fine degli anni cinquanta sotto la guida di Emilio Notte, dopo un primo periodo espressionista, sotto l'influenza di Domenico Spinosa e Renato Barisani si orientò verso l'arte informale. Ricorrente in quegli anni fu la tecnica della stesura a spatola del colore, con effetti costruttivisti e post-cubisti. Seguì uno schiarimento della tavolozza che portò negli anni successivi ad una maggior ariosità della composizione.
Nel 1959 fu tra i fondatori a Napoli dell'Organismo rappresentativo artistico nazionale, diretto fino al 1962.
Trasferitosi a Reggio Calabria nel 1963, è stato -insieme a Luca Monaco e Ugo D'Ambrosi- tra i rappresentanti dell'arte informale in Calabria del decennio.
Dalla fine degli anni sessanta iniziò a realizzare «estroflessioni in plastica ciré su legno sagomato» (Shaped canvas), traendo ispirazione dalle contemporanee esperienze milanesi di Enrico Castellani e Agostino Bonalumi. 
L'inizio di questa nuova fase ebbe un primo riscontro con la personale tenutasi nel settembre 1968 al New York Coliseum.
Dalla metà degli anni ottanta l'artista è ritornato alla pittura tout court con l'esperienza neoinformale.
Nel 2011 ha partecipato a Reggio Calabria alla sezione calabra del Padiglione Italia per la 54ª Biennale di Venezia con l'opera Tempesta di sabbia (2011).
Sue opere sono presenti al Museo delle Generazioni Italiane del '900 di Pieve di Cento, al Casoria Contemporary Art Museum, al Museo d'arte dell'Otto e Novecento di Rende, alla Galleria d'Arte Moderna di Paternò e alla Pinacoteca AM Interantional di Bivongi.
È stato inoltre docente presso l'Accademia di belle arti di Reggio Calabria, che ha diretto dal 1984 al 1989.